# Thoughts
「Thoughts」（ソーツ）は、LUNA SEAの17枚目のシングル。2013年8月28日発売。

## 解説
2013年初のシングル。両曲ともタイアップが付いた。
「Thoughts」のみPVが制作された。72台もの一眼レフカメラを使用して撮影された。ディレクターは、大野敏嗣。

## プロモーション
- 5月21日：翌日22日から、オンラインアクションRPG「マスター オブ カオス」CMソングとして新曲（Thoughts）がオンエアされることが発表。曲名等の発表はなし。
- 5月29日：8月に新曲（Thoughts）がシングル化されることが発表。
- 6月27日：新曲の曲名が「Thoughts」であることが発表。同時に発売日、発売形態、B面曲が「Lost World」であることが発表された。
- 7月28日：ジャケット写真が公開。
- 8月7日：「Thoughts」のPVのディーザー映像第1弾が公開。
- 8月9日：「Thoughts」のPVのディーザー映像第2弾が公開。
- 8月12日：「Thoughts」のPVのショート版が公開。
- 8月29日：NHK番組「MUSIC JAPAN」に出演。「Thoughts」を披露。
- 8月30日：テレビ朝日系列「ミュージックステーション」に出演。「Thoughts」を披露。同番組には約13年ぶりの出演となった。
- 9月11日：日本テレビ系列「一番ソングSHOW」に出演。「Thoughts」を披露。
- 11月21日：読売テレビ制作「ベストヒット歌謡曲2013」に出演。「Thoughts」を披露。

## 収録曲
全作詞・作曲・編曲:LUNA SEA

### 初回限定盤A
- SHM-CD

1. Thoughts
INORAN原曲。オンラインアクションRPG「マスター オブ カオス」CMソング。
2013年8月30日のテレビ朝日系列「ミュージックステーション」に13年ぶりに出演し、同曲が演奏された。
なお、地上波の音楽番組に出演したのは、REBOOT後ではこの曲が初めてである。

1. Lost World
RYUICHI原曲。スマートフォンゲーム「スペースファイター」CMソング。
RYUICHIが作曲を担当したのは「UNTIL THE DAY I DIE」（14thシングル「LOVE SONG」収録）以来となる。
ライブではRYUICHIがエレキギターを演奏している。

- Blu-ray Disc

1. Thoughts (MUSIC VIDEO)

### 初回限定盤B
- CD

1. Thoughts
2. Lost World

- DVD

1. Thoughts (MUSIC VIDEO)

### 通常盤
- CD

1. Thoughts
2. Lost World

## 収録アルバム
- Thoughts
  - A WILL